# Музей оперы Китая
Музей оперы Китая (Пекинский музей оперы; кит. упр. 北京戏曲博物馆, пиньинь Běijīng Xìqǔ Bówùguǎn) посвящён пекинской опере. Расположен в павильоне Вэньчан комплекса зданий Хугуанхуэйгуань в районе Сичэн (Пекин).

## История
Комплекс зданий Хугуанхуэйгуань на улице Хуфанцяо, дом 3, был возведён неподалёку от ворот Сюаньу в 1807 году. Ещё до открытия Музея оперы это место было хорошо знакомо любителям пекинской оперы: после образования Китайской Республики в расположенном здесь театре начали выступать такие известные её представители, как Тань Синьпэй, Юй Шуянь, Мэй Ланьфан, Чэнь Дэлинь (кит. 陈德霖, 1862—1930), Чэн Яньцю.
Музей оперы Китая был открыт 6 сентября 1997 года и стал сотым музеем в Пекине.
Главная выставка музея носит название «Общий обзор оперного искусства Пекина». Здесь представлены документы и экспонаты не только по истории пекинской оперы, но и по истории других традиционных опер Китая